# Zalmoxis insula
Zalmoxis insula is een hooiwagen uit de familie Zalmoxioidae.